# Arkel (Hollande-Méridionale)
Pour les articles homonymes, voir Arkel.
Arkel est un village néerlandais situé dans la commune de Molenlanden, en province de Hollande-Méridionale. Lors du recensement de 2017, il compte 3 445 habitants.

## Histoire

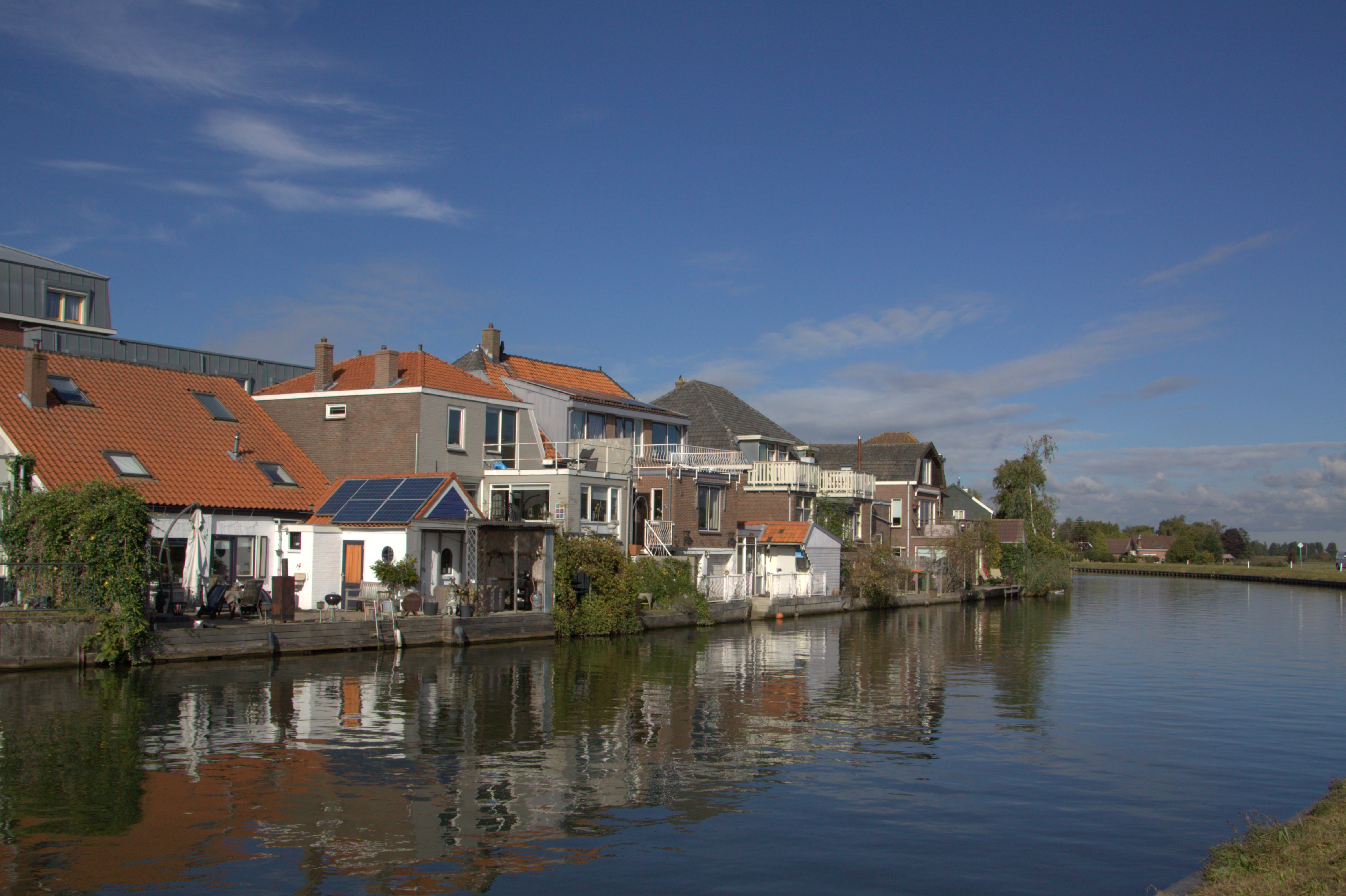
Centre du village d'Arkel.

Le nom Arkel (Arkloa, Arclo) est peut-être dérivé de ark, "petite écluse ou digue" ou bien du germanique *arga, mauvais, et -loo, forêt.
Arkel est toujours entourée d'eau: le Linge d'une part et le canal Merwede (Merwedekanaal) d'autre part. Arkel s'étend du village tout au long du Verbindingskanaal jusqu'à Kedichem, Nieuwland et même presque jusqu'à Leerdam.
Selon des chroniqueurs du XVIe siècle, Arkel aurait été fondée en 983 par Jan van Arkel, qui a épousé une "Rooie Jannetje", qui vivait sur place et qui comptait beaucoup pour lui. Cependant, cette version est désormais considérée comme non historique.
Ce qui est certain, c'est que Herbaren II van der Lede, homme lige de la seigneurie Ter Leede, s'est installé près d'Arkel vers 1234-1240. Il est ainsi devenu l'ancêtre de la famille Arkel.
L'histoire d'Arkel est étroitement liée à celle de la ville fortifiée voisine de Gorinchem. Les seigneurs d'Arkel ont longtemps gouverné cette région et cette ville : les Terres d'Arkel.
Bien qu'il s'agisse aujourd'hui d'un village modeste, au Moyen Âge, Arkel est à l'origine des seigneurs d'Arkel, qui acquièrent de nombreux territoires, y compris la ville de Gorinchem.
Arkel est une commune indépendante jusqu'au 1er janvier 1986, date à laquelle elle fusionne avec Giessenburg, Hoogblokland, Hoornaar, Noordeloos et Schelluinen pour former la nouvelle commune de Giessenlanden. Au 1er janvier 2019, cette dernière laisse place à la commune de Molenlanden, issue de sa fusion avec Molenwaard.

## Géographie

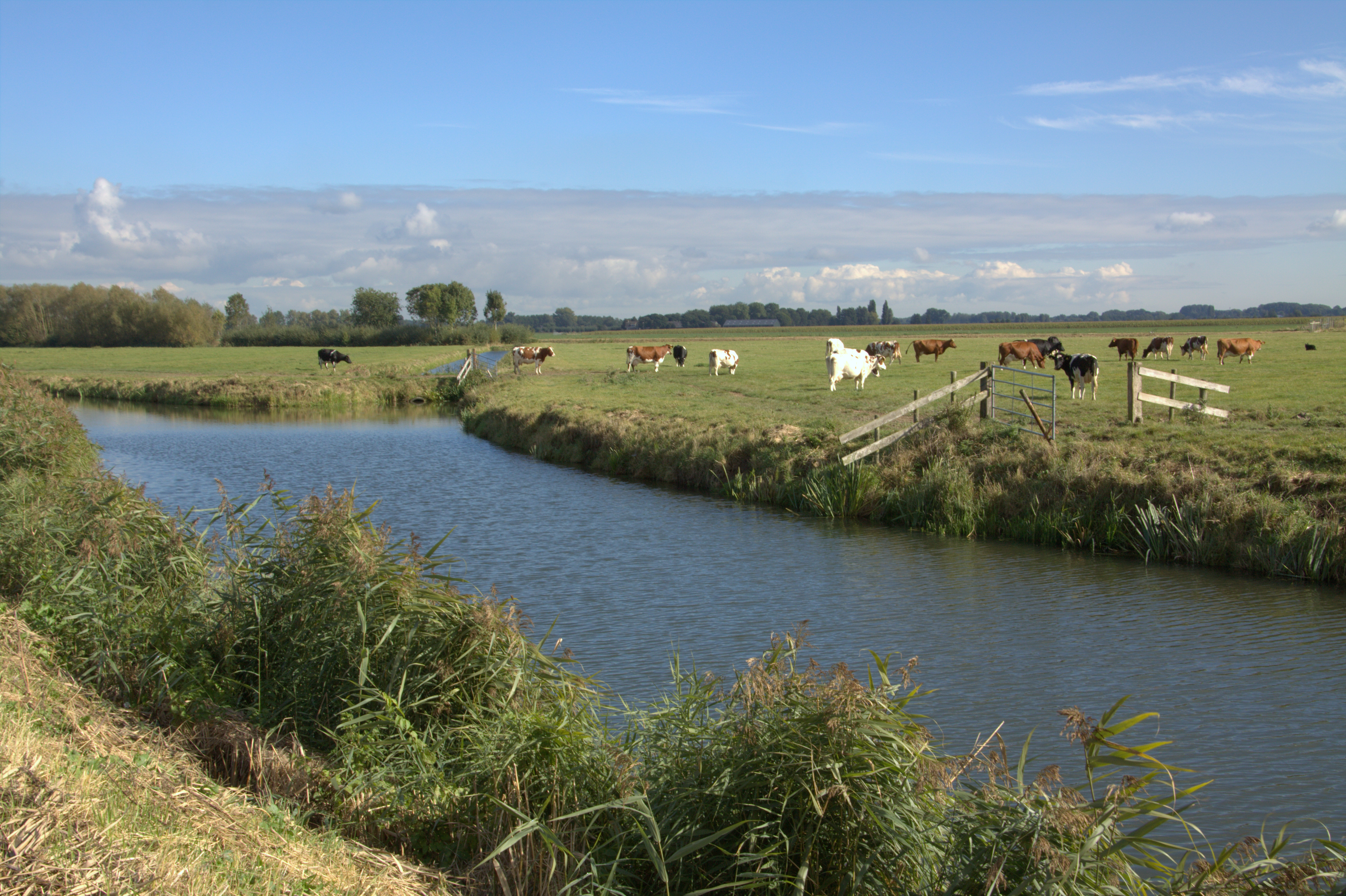
Campagne environnante du village.

Parmi les curiosités à voir à Arkel figurent le moulin à vent (XIXe siècle) et l'église octagonale (XIXe siècle). La gare d'Arkel, située sur la ligne reliant Dordrecht à Geldermalsen, dessert le village.

## Source
- (nl) Cet article est partiellement ou en totalité issu de l’article de Wikipédia en néerlandais intitulé « Arkel » (voir la liste des auteurs).

- (en) Cet article est partiellement ou en totalité issu de l’article de Wikipédia en anglais intitulé « Arkel » (voir la liste des auteurs).